# 連鎖店

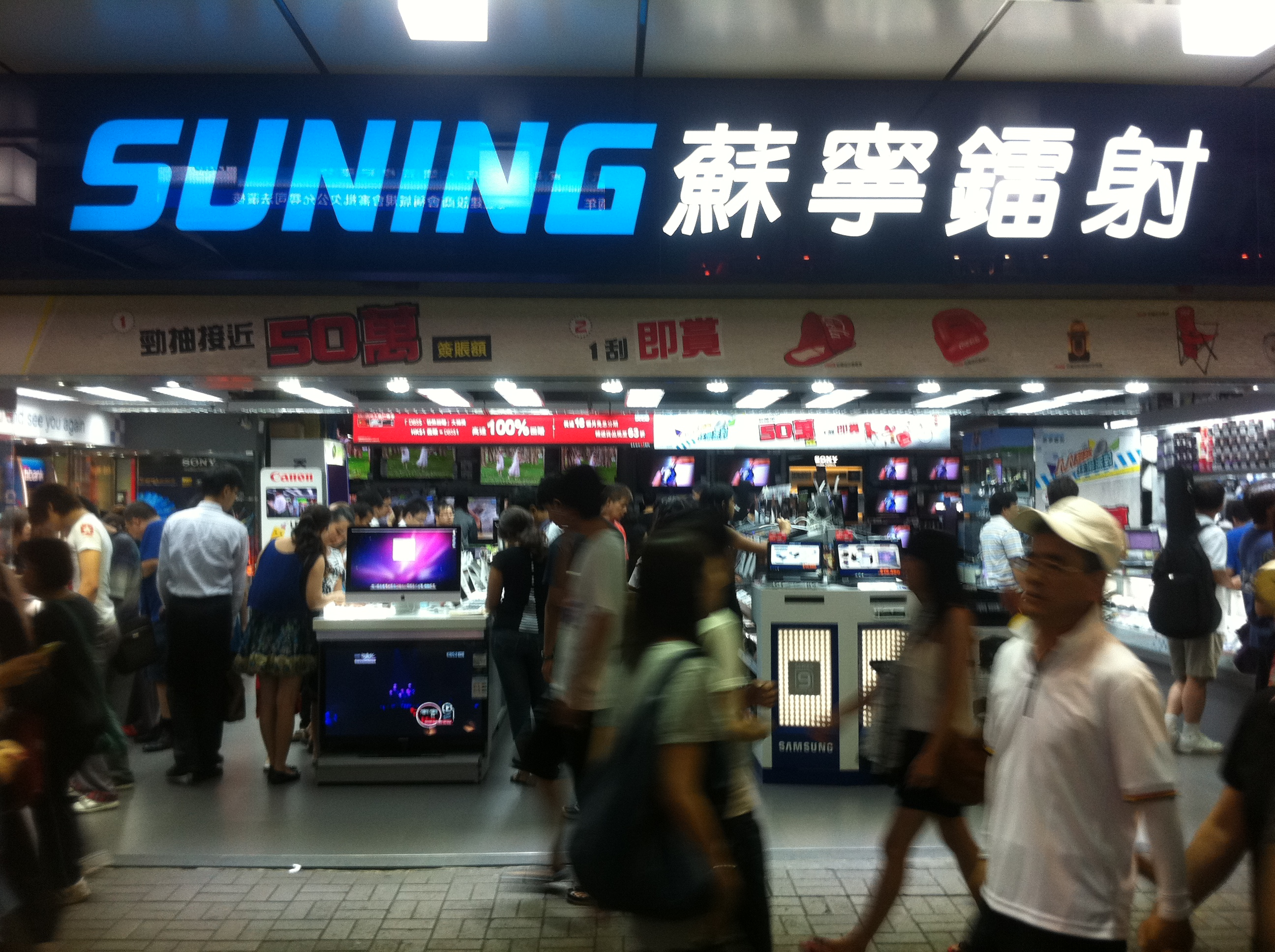
3C連鎖店蘇寧鐳射

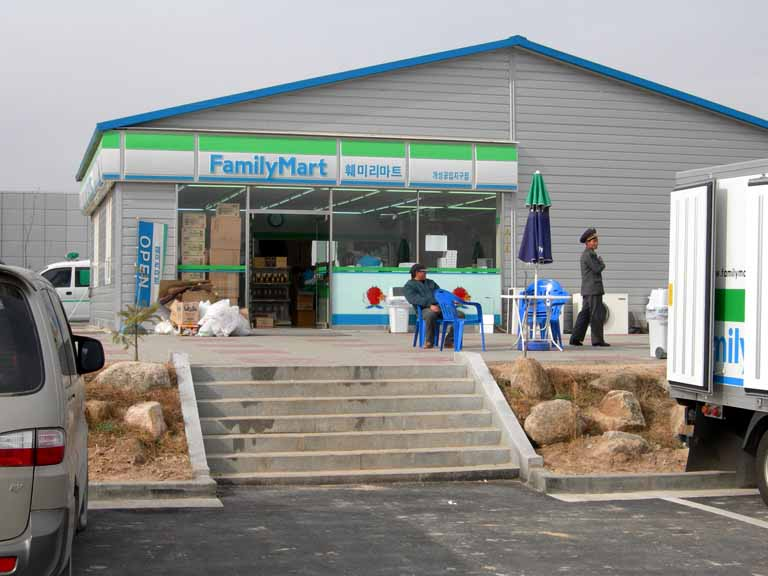
在北韓開城特區的全家超商

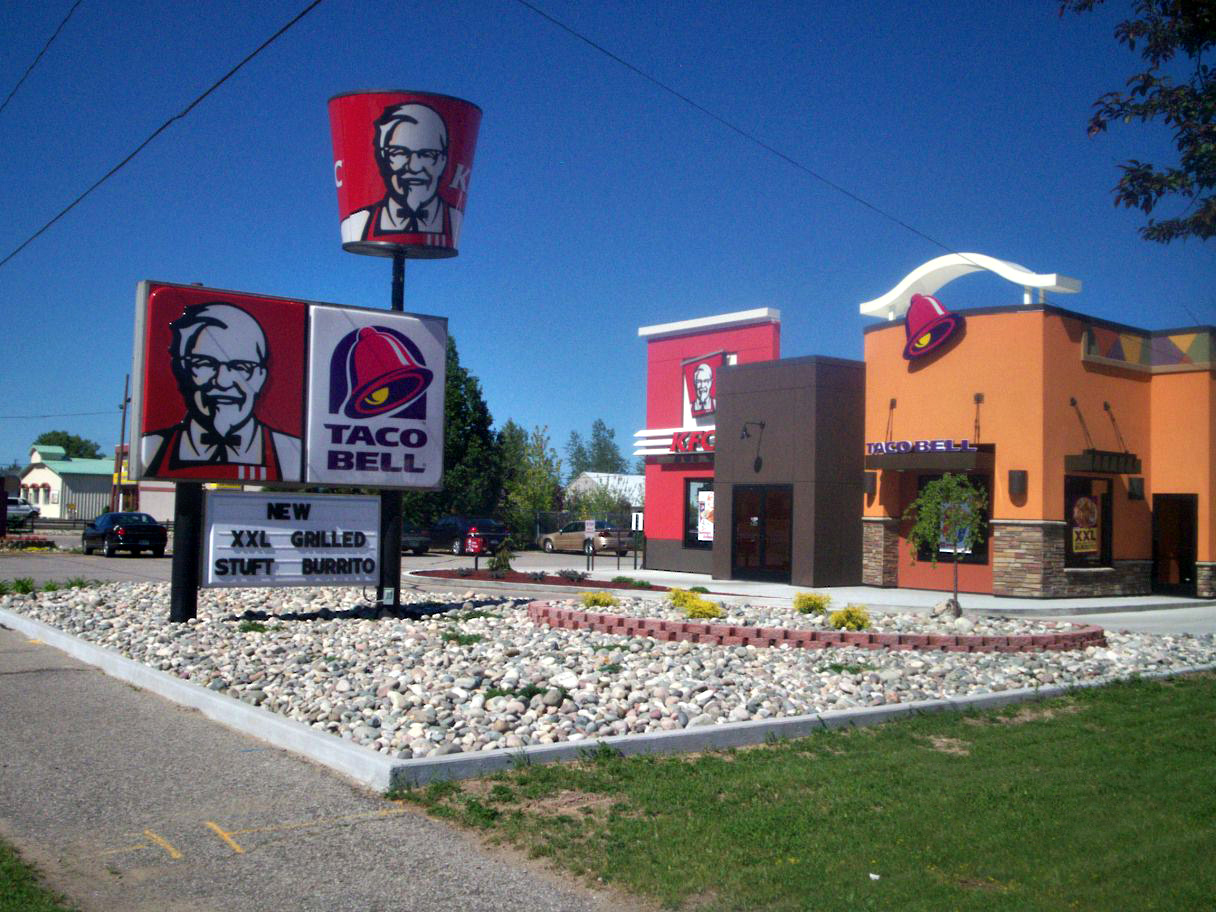
肯德基餐飲連鎖

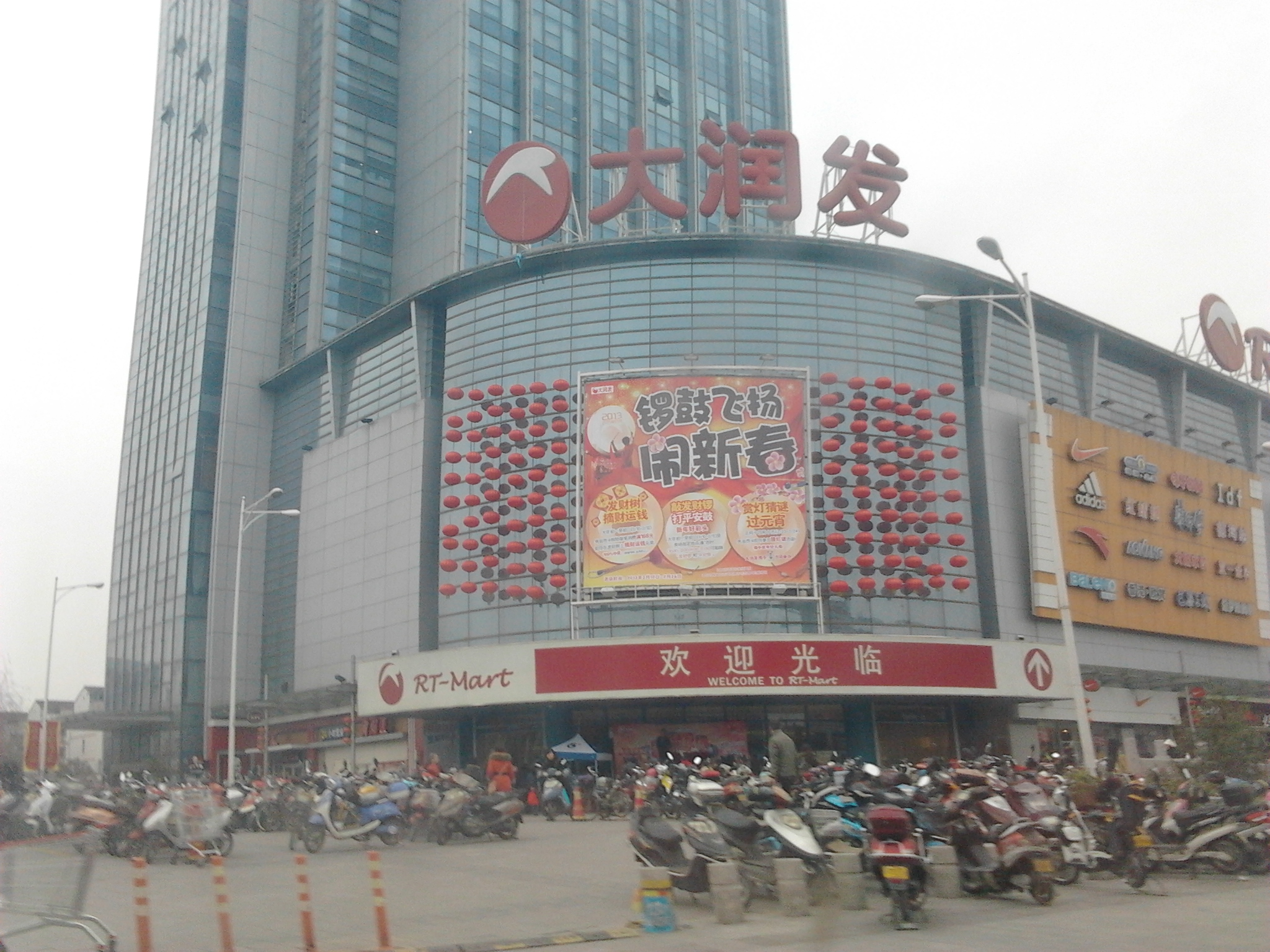
大潤發連鎖量販

連鎖店是一組以同一品牌的零售商，通常是含有標準化的商業方法及實習的中央集團管理。它們是連鎖商業的一種。這種店舖可能是由該公司擁有，或可能是個人或中小企公司由母公司取得經營權在加盟連鎖合約下經營。通常連鎖店的特色是包括中央的营销及交易，從經濟比例中，較低的成本可以獲得更高的盈利。
這種特色亦應用至連鎖餐廳和一些以服務為本的連鎖商業。有些認為對於標準化中所產生的標準化產品從文化角度中有不度影響；例如，如果連鎖音樂店排斥知名度較低（通常是獨立的歌手），通常會存入較多流行音乐的作品。有評論指出連鎖店會在經濟角度上損害社會，因為它們可從其它的地方經濟中提取資本，在本地經濟及獨立自主商業之間不斷循環。
獨立行業被連鎖店取代在很多的國家中引起爭議，因此產生出獨立行業之間的共同合作，以防止連鎖店的擴張。在這些因素下一些組織因此產生，例如美國圖書商協會及美國獨立餐廳局，同時亦有民間的聯盟，好像自由商業聯盟。對於國家上的有美國獨立商業聯盟及新統治計劃在美國中展示實力。在英國中，新經濟基金創立民間為本的經濟及獨立的所有權。
連鎖店的形式可以包括以下的行業，好像從批發、零售等，以至飲食及服務行業都可以以連鎖式策略經營。
在全球中，麥當勞、漢堡王、必勝客、吉野家等是全球知名的連鎖快餐店。另外7-Eleven是全球最大的連鎖便利店。此外，家樂福、沃爾瑪、玩具反斗城等亦是全球較知名的連鎖銷售店。

## 連鎖店在香港的發展
在香港，一些較知名的連鎖式超級市場有百佳及惠康，而屈臣氏及萬寧是香港知名的連鎖式保健及美容專門店。另外連鎖式百貨公司包括馬莎百貨、Aeon等。7-Eleven和OK便利店是香港裏知名的便利店。另外大家樂、大快活、美心快餐為較為知名的本地連鎖快餐店，知名連鎖食肆亦有譚仔雲南米線和海皇粥店(已全線結業)等。優の良品(已全線結業)、零食物語等店舖是在香港知名的零食連鎖專賣店。此外，在香港亦都有一些集團以連鎖式酒樓經營。香港亦有大型連鎖書店，包括中華書局、三聯書店、商務印書館等。

## 連鎖店在臺灣的發展
在臺灣，連鎖事業極為發達，從食、衣、住、行、育、樂，樣樣都有連鎖店，由於市場多元性夠，因此，除了本土業者發展連鎖事業外，也有不少國外業者進入臺灣市場從事連鎖經營，連鎖的方式也是相當多樣性的，有直營連鎖、委託加盟、特許加盟等不一而足，就以便利商店而言，目前在臺灣就7,000家以上，其中，由統一超商所經營的7-11在市場上佔有率達一半以上，近4,200家，其它依序是全家、萊爾富、OK及福客多等，在福客多於2007年併入全家後，OK超商為目前店數相對少的。其他的連鎖業者中，較為知名的本土業者有誠品書店、康是美藥妝店、萊爾富超商、遠東百貨、大潤發量販店、NET服飾、生活工場雜貨、光南大批發百貨等，在外商業者有：從香港來臺的惠康超市（在臺灣稱為頂好超市）、屈臣氏、佐丹奴服飾、HANG TEN服飾等；從法國來臺家樂福量販店、法雅客書店；從美國引進的星巴克、麥當勞、肯德基、7-11、酷聖石冰淇淋、必勝客、星期五美式餐廳、龐德羅莎牛排館；從日本引進的FamilyMart、吉野家、三越百貨（在臺灣稱為新光三越百貨）、崇光百貨、無印良品、儂特利等，近年來在臺北世界貿易中心都會有臺北國際連鎖加盟大展，國內外許多知名業者都會群聚相互交流，並希望藉此機會吸引更多人加盟連鎖事業。
在2004年，全球最大的零售連鎖店沃爾瑪是世界上總銷售量最大的公司。

## 连锁商店的类型
1、从成员店的分布地区划分，连锁商店有地区性连锁、全国性连锁和国际性连锁3种类型。地区性连锁即总部及所有成员店集中于同一城市或地区；若所有成员店分布于全国各地则为全国性连锁；成员店的发展已跨国界分布，称为国际性连锁。
2、根据总部所所在地区划分，连锁商店可分为地方连锁和中央连锁。地方连锁是指连锁商店总部位于地方城市；中央连锁是指连锁商店总部位于全国政治、经济、文化中心——首都，而成员店遍布全国乃至国外。
3、按照经营形式划分，连锁经营可以分为正规连锁、特许连锁和自由连锁3种；这主要是从所有权和经营权的集中程度来划分的，是连锁商店最基本的分类方式

## 外部連結
- 台灣連鎖加盟協會 （页面存档备份，存于）
- 台灣連鎖加盟促進會
- 日本連鎖店協會 （页面存档备份，存于）（日文）
- 日本連鎖藥物店協會 （页面存档备份，存于）（日文）
- 美國獨立商業聯盟 （页面存档备份，存于）（英文）
- 新統治計劃（英文）
- 新經濟基金 （页面存档备份，存于）（英文）

獨立貿易組織
- 美國圖書商協會 （页面存档备份，存于）（英文）